# Maylín del Toro
Maylín del Toro Carvajal (ur. 22 kwietnia 1994) – kubańska judoczka. Olimpijka z Tokio 2020, gdzie zajęła dziewiąte miejsce w wadze półśredniej.
Piąta na mistrzostwach świata w 2018; siódma w 2021; uczestniczka zawodów w 2014, 2017, 2019, 2022, 2023 i 2024. Startowała w Pucharze Świata w 2018, 2023 i 2024. Złota medalistka igrzysk panamerykańskich w 2019 i 2023; brązowa w 2015. Trzecia na igrzyskach Ameryki Środkowej i Karaibów w 2018. Zdobyła siedem medali na mistrzostwach panamerykańskich w latach 2015 - 2025.

## Letnie Igrzyska Olimpijskie 2020
| Konkurencja | Eliminacje            | Eliminacje                 | Klas. końcowa |
| Konkurencja | Przeciwnik I          | Przeciwnik II              | Miejsce       |
| ----------- | --------------------- | -------------------------- | ------------- |
| 63 kg       | Muna Dahouk (EOR) · Z | Anriquelis Barrios (VEN) P | 9.            |